# 保洛茨·安德烈
保洛茨·安德烈（匈牙利語：Palócz Endre，1911年3月23日—1988年1月11日），匈牙利男子击剑运动员。他曾代表匈牙利参加1948年和1952年夏季奥林匹克运动会击剑比赛，获得一枚铜牌。